# Sierra de calar
Una sierra de calar es un tipo de sierra manual de arco utilizada para cortar intrincadas formas externas y recortes interiores en carpintería. Es ampliamente utilizado para cortar molduras para crear juntas en lugar de ingletes. Ocasionalmente se usa para crear calados, aunque no es capaz de igualar una sierra de arco en la complejidad del corte, particularmente en materiales delgados. Las hojas de sierra para hacer frente son siempre más gruesas y mucho más gruesas que las hojas de sierra de traslación típicas y muchos otros miembros de su familia. Sin embargo, las sierras de corte pueden cortar pequeñas curvas en el trabajo, permitiendo cortar círculos si se usan con cuidado.

## Historia
La sierra de calar fue probablemente inventada a mediados del siglo XVI a raíz de las innovaciones en la metalurgia y con la invención del reloj de resorte. Las cuchillas hechas de este material eran fuertes y flexibles gracias al rodamiento. Esta sierra también se usó en combinación con la llamada Chevalet du Marqueterie, inventada en 1780, que permitía cortar un paquete de chapas con un ángulo de corte.

## Construcción
Una sierra de calar consiste en una hoja delgada de acero endurecido, estirada entre los extremos de un marco cuadrado de hierro elástico en forma de C al cual se une un mango. La cuchilla se retira fácilmente del marco para que la cuchilla pueda pasar a través de un orificio perforado en el medio de un pedazo de madera. El marco se vuelve a unir a la cuchilla y el corte comienza desde el medio de la pieza. Son posibles cortes largos perpendiculares al borde del material, pero la profundidad superficial del marco limita bastante la distancia del borde que se puede cortar. El marco mucho más profundo de la sierra de traste es más útil para cortar bien lejos del borde, pero a la inversa no puede manejar los materiales más gruesos comúnmente cortados por las sierras de corona.

## Uso
La hoja de la sierra de calar se instala con los dientes apuntando hacia el mango. A diferencia de una sierra para metales, que tiene los dientes apuntando hacia afuera del mango, la sierra de cascarón corta la carrera de tracción. La hoja de sierra para hacer frente es extraíble desenroscando parcialmente el mango. Se evita que la cuchilla gire por medio de la barra corta y estable que se proporciona donde está unida la cuchilla. Aflojar el mango también permite que la cuchilla gire en relación con el marco según lo deseado. Alinear cuidadosamente el dedo con las barras estables en la parte superior e inferior de la cuchilla asegura que la cuchilla delgada sea recta y no esté torcida a lo largo. Reapretar el mango tensa la cuchilla y la bloquea en el ángulo deseado con relación al marco. La barra fija más cercana al mango se sujeta de forma segura entre el dedo y el pulgar mientras se aprieta el mango para garantizar que la cuchilla permanezca en el ángulo deseado. A diferencia de la sierra de arco, la hoja de la sierra de calar tiene pasadores de sujeción que se bloquean de forma segura en las ranuras anguladas de los soportes de la hoja giratoria.
La dirección del corte es bastante fácil de cambiar debido a la delgadez de la cuchilla. Se logran curvas suaves girando lentamente todo el marco por medio del mango mientras continúa cortando de manera constante. Cuando sea necesario, la cuchilla también se puede girar con respecto al marco para hacer curvas más nítidas en el material que se está cortando. La rotura de la cuchilla es mucho más rara que con una sierra de arco.
También se puede utilizar una sierra de calar (con la hoja correcta) para cortar tubos de aluminio y otros objetos metálicos, aunque una sierra para metales es mucho más eficiente para esta tarea. La cuchilla delgada tiende a hacer cortes ondulados en materiales gruesos, a menos que la habilidad se logre con mucha práctica en una amplia variedad de materiales de diferentes grosores. La longitud de la carrera antes de que el marco golpee el material por encima o por debajo es el factor limitante en el grosor máximo del material. El trabajo se vuelve progresivamente más difícil y agotador con el aumento del grosor del material.:)